# Troepiaaltangare
De troepiaaltangare (Rhodinocichla rosea) is een zangvogel uit de familie Rhodinocichlidae. Het is de enige soort in de familie.

## Verspreiding en leefgebied
Deze soort telt 5 ondersoorten:
- R. r. schistacea: westelijk Mexico.
- R. r. eximia: van westelijk Costa Rica tot centraal Panama.
- R. r. harterti: noordelijk en het noordelijke deel van Centraal-Colombia.
- R. r. beebei: Perijágebergte (uiterst noordelijk Colombia en noordwestelijk Venezuela).
- R. r. rosea: van noordwestelijk tot noordelijk Venezuela.